# Cucurbitaria plagia
Cucurbitaria plagia är en svampart som beskrevs av Cooke & Massee 1888. Cucurbitaria plagia ingår i släktet Cucurbitaria och familjen Cucurbitariaceae.   Inga underarter finns listade i Catalogue of Life.